# Јелоустонска калдера
44° 24′ 00″ С; 110° 42′ 00″ З / 44.400000° С; 110.700000° З
Јелоустонска калдера је вулканска калдера у Националном парку Јелоустон у САД. Калдера се налази у северозападном делу Вајоминга, а њен највећи део захвата парк Јелоустон.
Процењена величина пречника калдере се крећу од 55 km до 72 km које је утврдио Геолошки институт САД геолошким испитивањем терена које је спровела екипа коју је предводио Боб Кристијансен 60-их и 70-их година 20. века.
Након емисије у оквиру научног програма ББЦ 2005. године, где је скован појам супервулкан, ова калдера назива се и Супервулкан Јелоустон.

## Откриће
Геолог Боб Кристијансен и његова екипа испитали су подземље Јелоустона и наишли на знатне количине очврслог пепела дебљине 30 cm. Кристијансен је закључио да је пепео могао да потиче од ерупција неког вулкана који данас не постоји, јер у Јелоустону није успео да нађе никакав угашени вулкан, нити његову калдеру. Ипак, почео је да сумња да је Јелоустон део неког старог вулканског система, али за то није имао доказа.
Године 1973. професор Боб Смит, вулканолог са Универзитета у Јути, изучавао је место на коме је провео већи део своје службе. С једног острва у језеру Јелоустон запазио је две појаве које су га збуниле. Прво, један понтон, који је раније користио за прелаз, нашао се под водом. И друго, на јужном крају језера стабла дрвећа утонула су у језеро за око 30 cm.
Открићу калдере допринела је НАСА која је изабрала Јелоустон као показно место за испитивање новог модела инфрацрвене камере намењене за испитивање Месеца. Нешто касније његове слике добијене су и помоћу сателита „Ландсат”.
Калдера је уочена на снимцима као огромно улегнуће између планинских ланаца и пружала се са североистока ка југозападу невероватних 70 km x 30 km. Професор Смит затражио је од Насе да детаљно испита читаво подручје. Милиметарски тачна испитивања показала су да се површина парка, од првих мерења изведених 1923. године, подигла за читавих 74 cm. Постојало је само једно објашњење за такву појаву – велики резервоар магме под земљом Јелоустона. Сакривени и притајени Супервулкан.
Кристијансен је затим открио остатке чак три калдере. Различите старости, биле су дословно наслагане једна преко друге. Дошао је до доказа да се последња ерупција Јелоустона одиграла пре око 630.000 година и да је тада пепелом засула половину површине данашњих САД. Друга ерупција била је пре 1,2 милиона, а трећа пре 1,8 милиона година. Ово откриће изазвало је посебну пажњу и злослутна претпоставке у јавности када се схватило да се управо налазимо у времену кад би требало да дође до нове ерупције у Јелоустону. Односно, ерупција је већ требало да се догоди, али из неких разлога касни. Ради се о ерупцији која би својом снагом могла да уништи не само САД, већ да, можда, угрози и цело човечанство.

## Опасност
Стручњаци НАСА-е су утврдили да се испод Јелоустона, на дубини од 8000 m, налази највећа комора магме која је икада откривена. Испуњена магмом и гасом под великим притиском, полагано гура тло калдере навише. Боб Смит је затим открио да је на дубини од 5000 m температура око 350 °C (температура магме је око 1500 степени). Хидротермални извори и гејзири, распрострањени по готово читавој површини Јелоустона, нису ништа друго до пукотине кроз које овај супервулкан дише – и ослобађа вишак притиска. Сваке године ово подручје погоди између 1000 и 2000 потреса, на срећу не великог интензитета. Они указују на активност супервулкана.
Студије и анализе показују да највећи ризик долази из хидротермалне активности која се дешава независно о вулканске активности. Преко 20 великих кратера су произведена у последњих 14000 година од глечера повлачењем из Јелоустона.
Даља истраживања показују да Јелоустон проузрокује и потресе на великој удаљености, као што је 1992. године земљотрес јачине 7,3 Рихтерове скале у Калифорнијској пустињи Мојаве, који је покренуо серију потреса, у Денали - 1.300 km далеко и Аљасци ок 3.200 km далеко, где је довело до појачане активности многих гејзира и изливања врела воде и неколико месеци након земљотреса.
Управник Јелоустон Опсерваторије, Џејк Лоунстерн предложио је појачани мониторинг од стране Геолошког института САД и класификацију Јелоустона као претње највишег ризика.